# Большой Теруэль
Большой Теруэль (исп. Comunidad de Teruel, араг. Comunidat de Tergüel) — район (комарка) в Испании, входит в провинцию Теруэль в составе автономного сообщества Арагон.

## Муниципалитеты
1. Теруэль
2. Абабух
3. Агватон
4. Агилар-дель-Альфамбра
5. Альба (Теруэль)
6. Альфамбра
7. Альмоаха
8. Алобрас
9. Альпеньес
10. Архенте
11. Каманьяс
12. Камарильяс
13. Каньяда-Вельида
14. Касканте-дель-Рио
15. Седрильяс
16. Селадас
17. Селья
18. Корбалан
19. Кубла
20. Эль-Куэрво
21. Куэвас-Лабрадас
22. Эскориуэла
23. Фуэнтес-Кальентес
24. Гальве
25. Хоркас
26. Либрос
27. Лидон
28. Монтеагудо-дель-Кастильо
29. Орриос
30. Панкрудо
31. Пералехос
32. Пералес-дель-Альфамбра
33. Эль-Побо
34. Рильо
35. Риодева
36. Санта-Эулалия-дель-Кампо
37. Тормон
38. Торрелакарсель
39. Торремоча-де-Хилока
40. Трамакастьель
41. Валаклоче
42. Вегильяс-де-ла-Сьерра
43. Вильяркемадо
44. Вильястар
45. Вильель
46. Висьедо